# Pseudotropheus cyaneorhabdos
Espèce
Statut de conservation UICN

 CR A2a+B2ab(v) : 
En danger critique
Pseudotropheus cyaneorhabdos est une espèce de poissons d'eau douce de la famille des Cichlidae endémique du lac Malawi (Afrique). Ce cichlidé fait partie des espèces dites « Mbuna » (ou « M'buna ») ou « poisson brouteurs d'algues du lac Malawi ».

## Répartition
Ce poisson est endémique du lac Malawi et ne se rencontre qu'à la point nord-est de l'île de Likoma sur le territoire du Malawi.

## Description
Pseudotropheus cyaneorhabdos peut mesurer jusqu'à 75 mm, queue non comprise. Les femelles ont tendance à rester légèrement plus petites.

## Aquariophilie

### Dimorphisme
Adulte cette espèce de Cichlidae n'est pas toujours très simplement différentiable. En effet le mâle comme la femelle sont de couleur bleue. Cependant principalement en période de reproduction, on remarquera le mâle légèrement plus grand et de coloration plus soutenue ; la femelle moins dominante est plus terne. Le mâle possède également la terminaison des nageoires impaires plus effilée et le plus souvent au moins un ocelle de couleur jaune brillant sur la nageoire anale. Cette dernière souvent plus affirmée et soutenue chez le mâle. Ce sont les mâles qui creusent de petites nids dans le sable où ils attirent les femelles. Parfois les professionnels retournent les poissons et comparent les orifices génitaux afin de déterminer les sexes.

### Reproduction
Cette espèce est incubatrice buccale maternelle, les femelles gardent les œufs, larves et tout jeunes alevins environ trois semaines, protégés dans leur gueule (sans manger ou en filtrant très légèrement les micro-détritus). Les mâles peuvent se montrer très insistants dès les premières maturités sexuelles des femelles, il est préférable de maintenir cette espèce en groupes de plusieurs individus (au moins en « trio » : un mâle pour deux femelles), de manière à diviser l'agressivité d'un mâle dominant sur plusieurs individus. Ce n'est que lorsqu'ils atteignent cinq ou six centimètres que les premiers mâles se déclarent et commencent notamment à adopter un caractère plus affirmé.

### Croisement, hybridation, sélection
Il est impératif de maintenir cette espèce seule ou en compagnie d'autres espèces appartenant à d'autres genres originaires du lac Malawi, afin d'éviter tout croisement (en particulier on évitera les espèces Pseudotropheus johannii, Melanochromis parallelus ou encore Melanochromis chipokae). Le commerce aquariophile a également vu apparaître un grand nombre de spécimens provenant d'Asie et d'Europe de l'Est notamment et aux couleurs des plus farfelues ou albinos ; à cause de la sélection, hybridation et autres procédés chimiques et barbares de laboratoires. N'oublions pas qu'en milieu fermé tel qu'un aquarium les hybridations sont plus faciles.

## Menaces et conservation
L’UICN classe l'espèce en catégorie « CR » (en danger critique) dans la liste rouge des espèces menacées depuis 2018. Victime de la surpêche pour le marché de l'aquariophilie, l'espèce a vu sa population décliner de plus de 90 % en 10 ans.

## Galerie

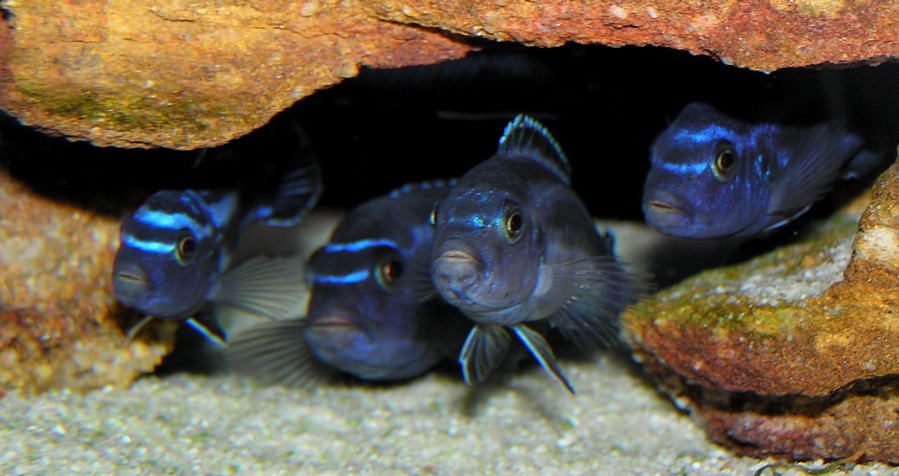
Un groupe de plusieurs générations sexuellement semblable.
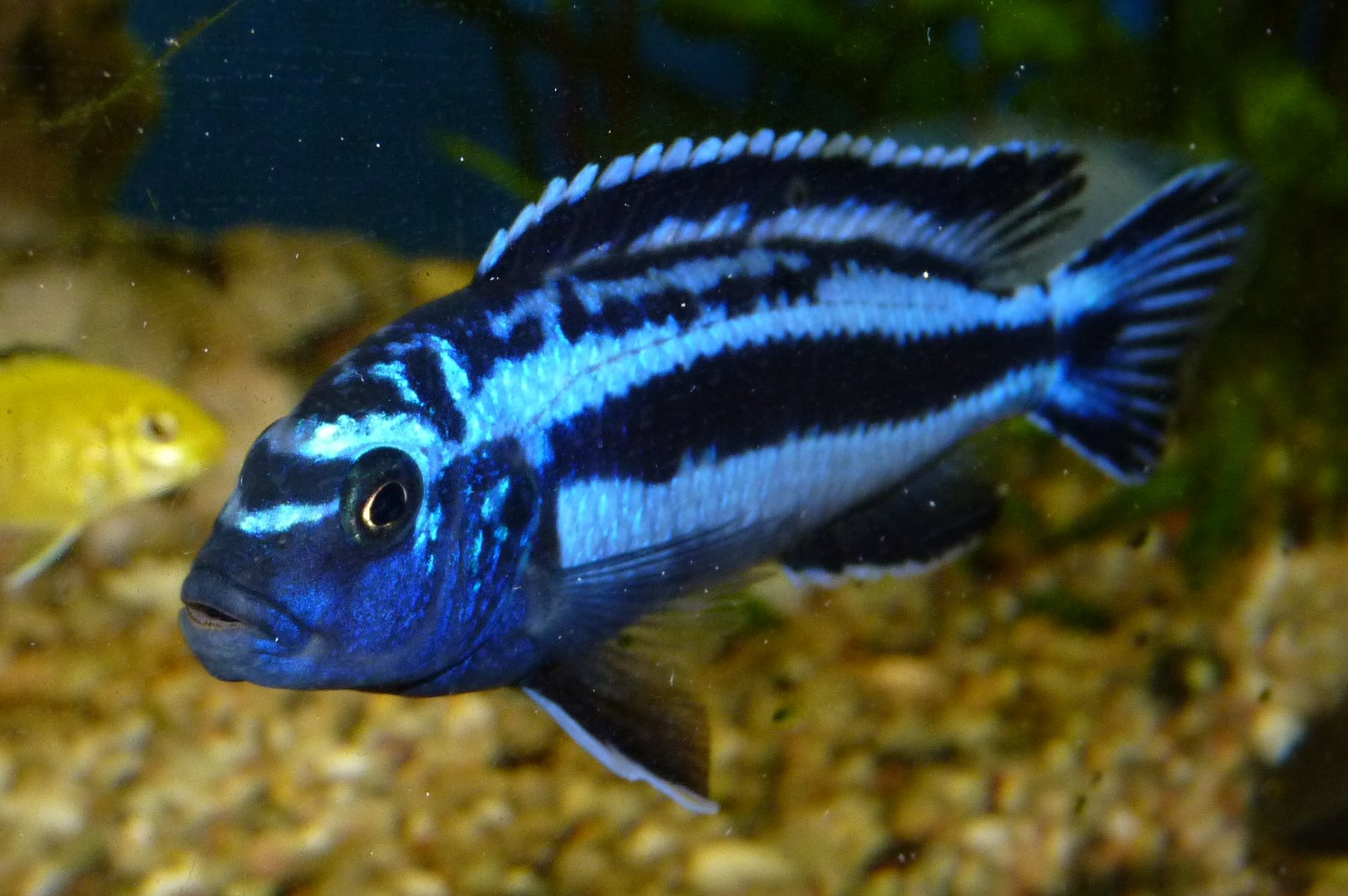
Coloration très soutenue, probablement un mâle.
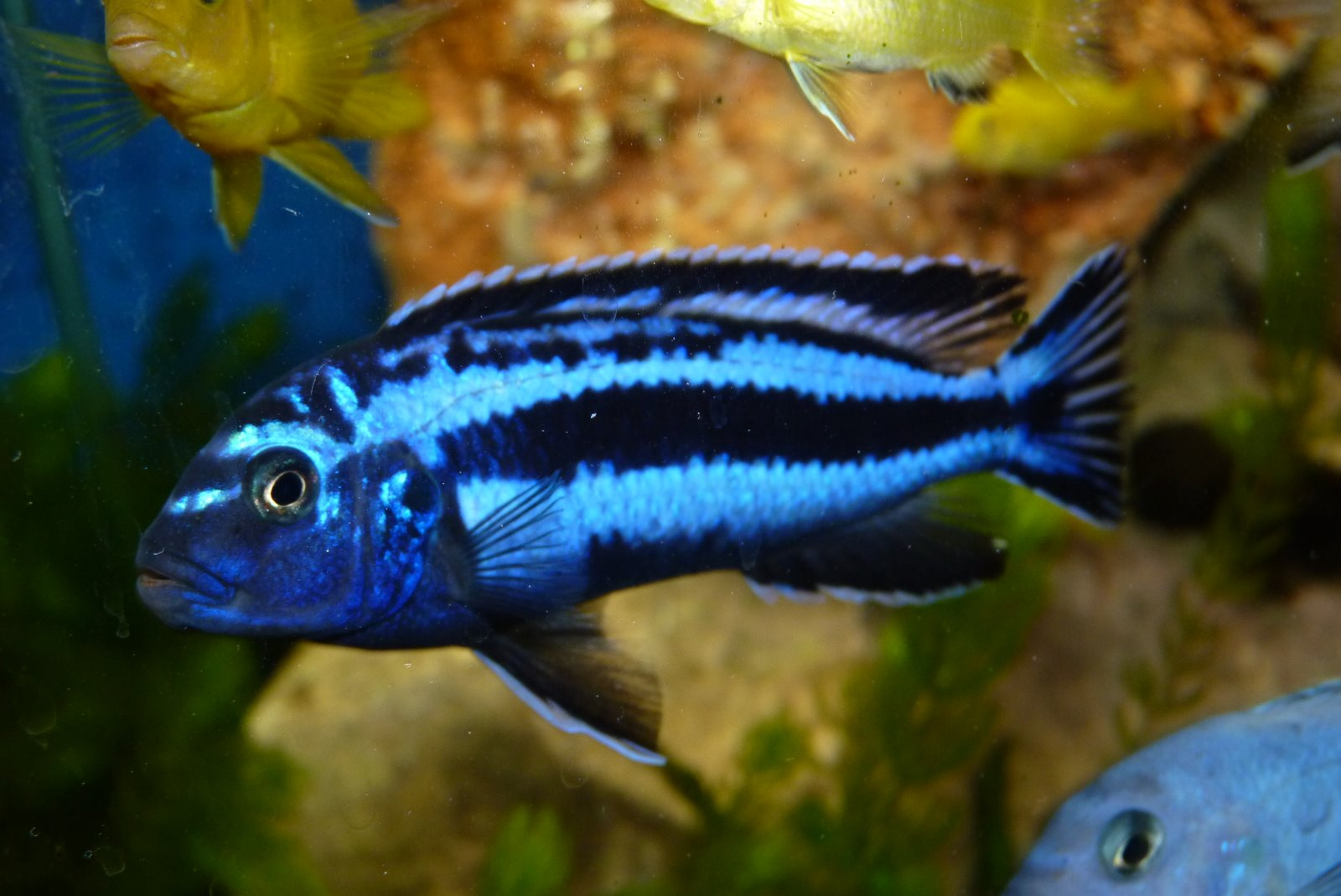
Coloration très soutenue, probablement un mâle.
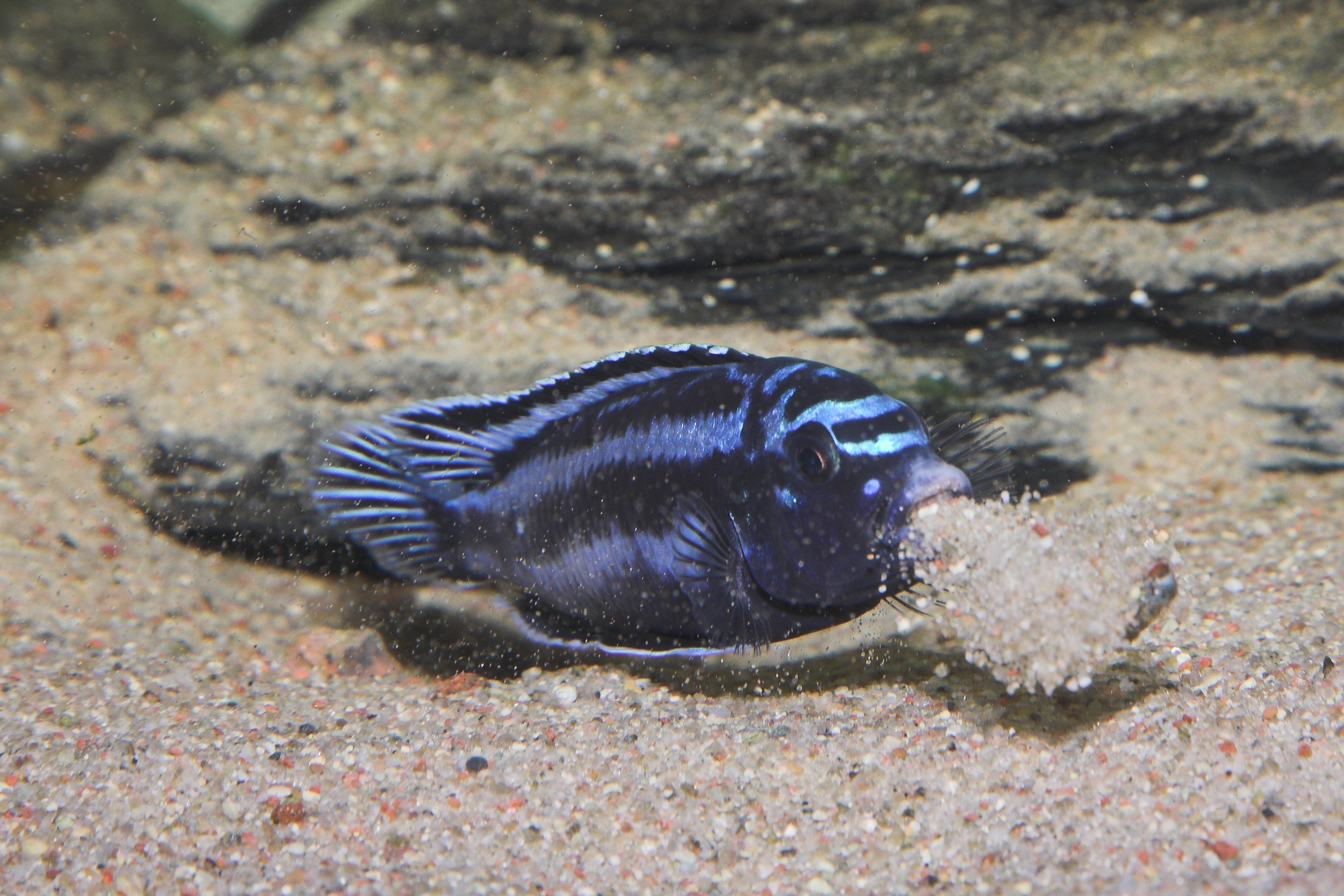
Mâle identifié grâce au déblaiement d'une cavité de reproduction dans son territoire.

## Systématique
Le nom valide complet (avec auteur) de ce taxon est Pseudotropheus cyaneorhabdos (Bowers (d) & Stauffer, 1997).
Cette espèce est parfois appelée « Maingano » dans le commerce aquariophile mais n'a pas de nom vernaculaire ou normalisé officiel.
Pseudotropheus cyaneorhabdos a pour synonyme :
- Melanochromis cyaneorhabdos Bowers & Stauffer, 1997

### Étymologie
Son épithète spécifique, cyaneorhabdos, est la combinaison du grec ancien κύανος (kúanos), « bleu », et de ῥάϐδος (rhábdos), « bâton, tige », et fait référence à la barre horizontale bleu que présentent les adultes. 

### Publication originale
- (en) Nancy Jean Bowers et Jay Richard Stauffer, Jr., « Eight new species of rock-dwelling cichlids of the genus Melanochromis (Teleostei: Cichlidae) from Lake Malawi, Africa », Ichthyological Exploration of Freshwaters, Allemagne, vol. 8, no 1,‎ mai 1997, p. 49-70 (ISSN 0936-9902).